# Národní park Kidepo Valley
Národní park Kidepo Valley je chráněná oblast o rozloze 1442 km² v regionu Karamoja na severovýchodě Ugandy (za hranicemi na území Jižního Súdánu na ni navazuje rezervace Kidepo). Tvoří ji převážně savana na lateritové nebo křídové půdě, hlavními travinami jsou štětkovka, vousatice a Megathyrsus maximus, rostou zde osamělé akácie, kigélie, lontary, kasie a pryšce Euphorbia candelabrum. Podnebí je horké a suché, srážky se pohybují mezi šedesáti a devadesáti centimetry ročně. Faunu tvoří lev severokonžský, gepard štíhlý, slon africký, zebra stepní, buvol africký, oribi, pes ušatý a další druhy. Kidepo Valley bylo známé početnou populací žirafy Rothschildovy (ještě v roce 1970 bylo napočítáno 400 kusů), ale nárůst pytláctví a chaos v zemi způsobený aktivitami Boží armády odporu způsobil, že koncem 20. století přežilo pouhých pět jedinců a pro záchranu populace musely být nové žirafy dovezeny z oblasti okolo keňského jezera Nakuru.
Národní park leží v nadmořské výšce okolo 1000 metrů, protékají jím řeky Kidepo a Narus, nejvyšší horou je Morongole (2749 m n. m.). Původními obyvateli kraje jsou Dodothové a Ikové. V roce 1958 zde byla vyhlášena rezervace pro divokou zvěř, přeměněná v roce 1962 na národní park. V roce 1974 vznikl o fungování národního parku a jmenování jeho prvního domorodého správce Paula Ssaliho dokumentární film The Wild and the Brave, nominovaný na Oscara. Oblast bývá řazena k nejméně dotčeným částem africké divočiny, vzhledem k obtížné dostupnosti ji navštíví pouze okolo 3000 návštěvníků ročně.